# ولفگانگ رایترمن
ولفگانگ رایترمن (آلمانی: Wolfgang Reitherman؛ ۲۶ ژوئن ۱۹۰۹ – ۲۲ مهٔ ۱۹۸۵) کارگردان فیلم و انیماتور اهل آلمان و ایالات متحده آمریکا بود.

## گزیدهٔ فیلم‌شناسی
- روباه و سگ شکاری (۱۹۸۱)
- نجات‌دهندگان (۱۹۷۷)
- رابین هود (۱۹۷۳)
- گربه‌های اشرافی (۱۹۷۰)
- کتاب جنگل (۱۹۶۷)
- شمشیر در سنگ (۱۹۶۳)
- صد و یک سگ خالدار (۱۹۶۱)
- زیبای خفته (۱۹۵۹)
- بانو و ولگرد (۱۹۵۵)
- پیتر پن (۱۹۵۳)
- آلیس در سرزمین عجایب (۱۹۵۱)
- سیندرلا (۱۹۵۰)
- سلام برادران (۱۹۴۲)
- دامبو (۱۹۴۱)
- فانتازیا (۱۹۴۰)
- پینوکیو (۱۹۴۰)
- سفیدبرفی و هفت کوتوله (۱۹۳۷)